# La Fémis
La Fémis ou la FEMIS, également appelée École nationale supérieure des métiers de l'image et du son dans sa forme longue, est un établissement public d'enseignement supérieur français, partenaire de l'université Paris Sciences et Lettres (PSL). L'acronyme utilisé (Fémis, Femis ou FEMIS), qui lui sert de dénomination courante, vient de son ancienne appellation « Fondation européenne des métiers de l'image et du son ».
Elle délivre un enseignement technique et artistique destiné à former des professionnels des métiers de l'audiovisuel et du cinéma. La FEMIS est fondée en 1986 et prend la suite de l'Institut des hautes études cinématographiques (IDHEC) créé en 1943.
Ses locaux sont situés, depuis 1999, dans le 18e arrondissement de Paris, au no 6 de la rue Francœur, dans les bâtiments des anciens studios Pathé-Natan. Elle est, avec l'École nationale supérieure Louis-Lumière, l'École nationale supérieure CinéFabrique et l'École nationale supérieure de l'audiovisuel de Toulouse (placées, elles, sous la tutelle de l’Éducation nationale), l'une des quatre écoles publiques de cinéma en France. Elle fait partie du cercle restreint des écoles de cinéma à renommée internationale avec la NFTS de Londres, la Tisch School de New York, l'UCLA ou l'USC de Los Angeles ou l'Académie du cinéma de Prague (FAMU).
Les magazines américains professionnels Variety et The Hollywood Reporter classent l'établissement parmi les meilleures écoles de cinéma au monde,. En 2012, dans son classement qui inclut les écoles basées aux États-Unis, The Hollywood Reporter classe La Fémis au sixième rang mondial. En 2014, dans un classement des meilleures écoles basées hors des États-Unis, le magazine classe l'école à la 3e place, derrière la NFTS de Londres et l'École nationale de cinéma de Łódź.
La Fémis est réputée pour la difficulté de son concours d'entrée (le taux de réussite s'élève à 3 %, et à seulement 1 % pour le département réalisation) ainsi que pour l'importance des moyens techniques dont elle dispose.

## Formations
L'école propose une formation initiale (d'une durée de quatre ans), des ateliers de formation continue, une université d'été (durée : 9 semaines), un programme pour l'égalité des chances (durée : 3 semaines), un atelier Ludwigsburg-Paris (un an), un doctorat (trois ans) et un programme spécifique La Résidence (deux ans).

### Formation initiale
La formation initiale offre un cursus principal (avec sept spécialisations) et des cursus nouveaux (avec trois spécialisations).

#### Cursus principal
Admis sur concours après deux années d'enseignement supérieur, les étudiants suivent un programme d'une durée de quatre ans dans l'une des sept spécialisations proposées: réalisation, scénario, production, image, décor, son, et montage, ainsi que trois nouveaux cursus supplémentaires : scripte, distribution-exploitation, écriture et création de séries. Le passage d'une année à l'autre est automatique, sans aucun examen, hormis le concours d'entrée et la soutenance du diplôme. La promotion compte environ 40 élèves par an (six élèves par département, sauf en décor, où on n'en compte que quatre).

##### Cursus principal. Première année
La première année (1er cycle) propose un enseignement général commun aux sept départements. Les élèves sont initiés aux différents métiers du cinéma auxquels prépare l’école avec une initiation au travail avec des comédiens, une première approche de l’écriture d’un scénario, de la pratique du tournage, de la mise en scène et du montage, des analyses de films, des projections et rencontres avec des cinéastes et des intervenants, des conférences, des journées autour de la production, de la série, de la distribution, de l'exploitation, du décor et de l'éco- responsabilité. Ils font également l'expérience de la réalisation d'un petit film de fiction.
Le début de l'année est consacré à un exercice intitulé « Portrait Autoportrait », consistant à réaliser et monter, d'une part, le portrait documentaire d'une personne inconnue, d'autre part son propre portrait. Chacun de ces films, d'une durée de 5 minutes, est tourné en un jour et monté en un jour. Cela succède à l'exercice « Cadre », première sensibilisation au documentaire, à travers le tournage d'un plan-séquence documentaire, fixe et en vidéo, inspiré du dispositif formel propre aux premiers films Lumière.
La seconde partie de l'année est consacrée à un exercice appelé « les 44 films », en rapport avec le nombre d'étudiants. Chaque élève écrit, réalise et monte un film d'une dizaine de minutes. Les élèves sont libres de leur sujet mais il doit pouvoir correspondre à un cahier des charges techniques précis. Les élèves aident à la création du film de leurs collègues, en occupant sur chaque film un poste différent (ils sont ainsi à tour de rôle chef opérateur, cadreur, assistant caméra, électricien, machiniste, ingénieur du son, perchman, mixeur, scripte, décorateur, accessoiriste et régisseur). Jusqu'à ce que l'école décide de s'équiper en matériel numérique, cet exercice se nommait Fiction 16 (car le tournage était réalisé en pellicule 16 mm).

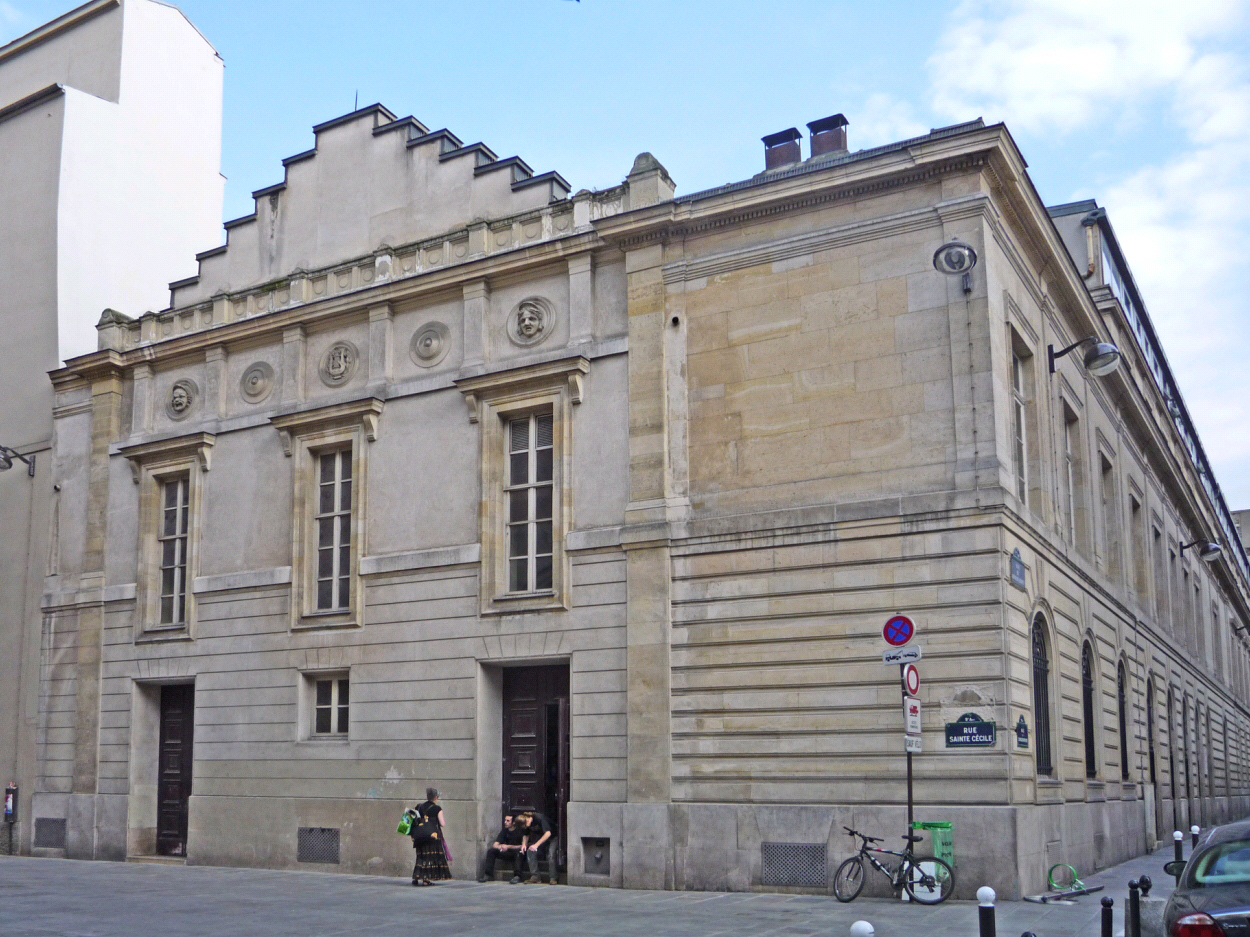
Les étudiants de La Fémis travaillent en collaboration avec ceux du Conservatoire national supérieur d'art dramatique (CNSAD).

Un atelier créé avec le Conservatoire national supérieur d'art dramatique (CNSAD) permet également aux élèves de s'essayer à la direction d'acteurs. L'école ayant passé un partenariat avec le Conservatoire, les élèves de cinéma sont amenés à travailler, tout au long de leur scolarité, avec les élèves comédiens.

##### Cursus principal. Deuxième et troisième années
À partir de la deuxième année, les élèves suivent un cursus (appelé 2e cycle) spécifique au département qu'ils ont choisi dès le concours. Il comprend des cours théoriques, des exercices pratiques, des journées d'analyse de films, des séminaires de réflexion et la réalisation collective de films. L'équilibre entre cours et exercices varie selon les départements car chaque département a sa propre logique et son propre rythme de formation. Mais le dispositif pédagogique prévoit que les étudiants de tous les départements se constituent en réseau professionnel et concourent à la réalisation d'une même œuvre qui n'existe que par le travail en équipe.
- Département Réalisation : en deuxième année, les étudiants en réalisation doivent réaliser un film documentaire. En troisième année, ils doivent tourner un film de fiction en 35 mm, et coordonner l'activité des élèves des autres départements, au poste pour lequel ils sont formés. Le sujet du film de fiction est libre. Une enveloppe budgétaire définie par l'école et évaluée en fonction d'un film de 10 min est attribuée à chaque élève réalisateur. Cette enveloppe inclut la fabrication d'une « copie 0 » étalonnée avec son optique Dolby SR. Les films sont tournés en 6 jours au maximum. Par ailleurs, les étudiants suivent durant l'année des ateliers d'écriture et de jeu.
- Département Image : les étudiants en image participent aux films des étudiants en réalisation en occupant les postes de chef opérateur, cadreur, assistant caméra, ou étalonneur numérique. Ils suivent également des cours théoriques et des exercices pratiques (optique appliquée, physique de la lumière, vidéo et numérique, analyse et perception, technologie des caméras film, technologie des sources lumineuses, sensitométrie, colorimétrie, technologie du laboratoire, transferts, banc-titre, dessin, trucages, Photoshop, After Effects, steadicam, maquillage, ateliers Caméra 35 scope, Digital Betacam et HD). Les étudiants suivent deux stages professionnels (en technologie des caméras et laboratoire)[15].
- Département Son : les étudiants en son participent aux films des étudiants en réalisation en occupant les postes de chef opérateur du son (ingénieur du son), perchman, monteur son, bruiteur, ou mixeur. Ils suivent également des cours théoriques et des exercices pratiques (enregistrement sur Cantar, art de la perche, mixage sur S6, formation ProTools et Izotope RX, psychoacoustique, acoustique physique, électroacoustique parcours du signal analogique et numérique, systèmes de synchronisation, connaissance des outils, autoconformation, connaissance de l'enregistrement en auditorium, des différents systèmes de reproduction, des standards de diffusion cinéma, des versions internationales et des normes de diffusion télévisuelles.)
- Département Montage : les étudiants en montage participent aux films des étudiants en réalisation en occupant les postes de monteur ou monteur son. Ils suivent également des cours théoriques et des exercices pratiques (formation Avid, Premiere Pro, Photoshop, After Effects, ProTools, DD1500 et montage analogique 35 mm).
- Département Décor : les étudiants en décor participent aux films des étudiants en réalisation en occupant les postes de décorateur, constructeur ou ensemblier. Ils suivent également des cours théoriques et des exercices pratiques (histoire de l'art et du décor, Photoshop, Illustrator, X Press, Vector Works, 3DS MAX/MAYA).
- Département Production : les étudiants en production participent aux films des étudiants en réalisation en occupant les postes de directeur de production. Ils suivent également des cours théoriques et des exercices pratiques (grammaires de la production, connaissance du secteur, exercices de tournages).

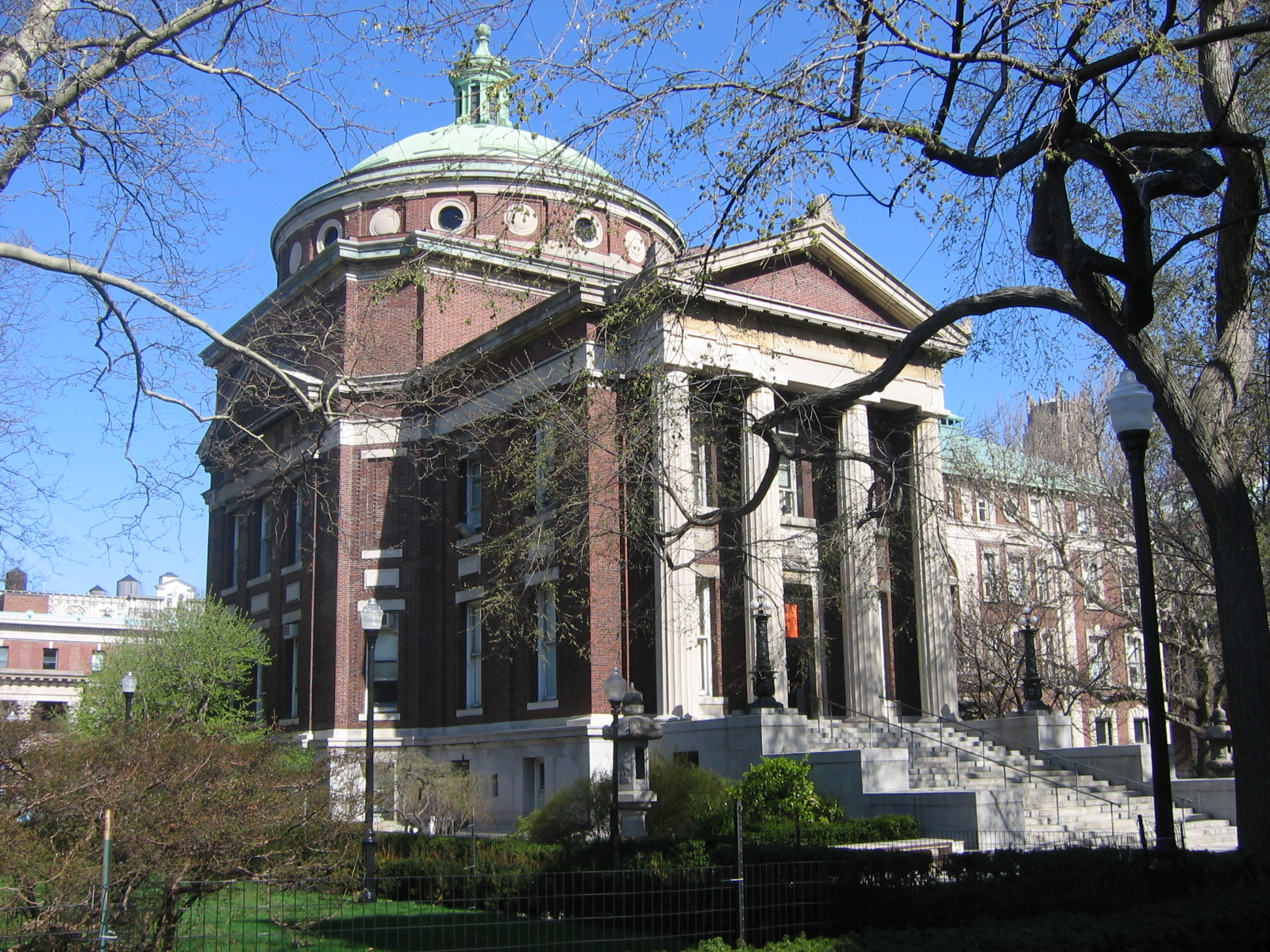
Les étudiants de La Fémis sont accueillis au Earl Hall de l'université Columbia (États-Unis).

- Département Scénario : les étudiants en scénario participent aux films des étudiants en réalisation en occupant le poste de coscénariste. Ils écrivent par ailleurs quatre longs métrages au cours des deux années de formation, dans un temps d'écriture réduit (trois semaines), répondant à des commandes et des contraintes formelles précises (adaptation d'un fait divers, écriture d'un long métrage en anglais, etc). Ils suivent également des cours théoriques et des exercices pratiques (initiation à la dramaturgie, l'art de raconter une histoire, encadrement de l'écriture des fictions 16 du premier cycle, analyses de films).

Pratiquement tous les étudiants effectuent dans leur parcours un séjour dans une école de cinéma étrangère, que ce soit dans le cadre d’un accord d’échange ou d’un voyage d’études.  À ce jour, l’École est en contact avec 7 écoles de cinéma à l’étranger et les accords d’échange concernent les 8 départements suivants : Scénario(avec Columbia University à New York),Réalisation (avec Tokyo University of the Arts (Geidai) à Yokohama), Image (avec la HFF à Munich), Montage(avec l’ECAL à Lausanne), Son (avec la FAMU à Prague), Décor (avec le Film and Television Institute of India FTII à Pune en Inde),Scripte (avec l’INSAS à Bruxelles et l’ECAL à Lausanne) et Distribution / Exploitation(avec la HFF à Munich). Le département Production participe avec la formation Atelier Ludwigsburg Paris à deux semaines de cours / rencontres à la NFTS (Royaume-Uni) et effectuent un voyage d’études en 4e année aux États-Unis. 

##### Cursus principal. Quatrième année
La quatrième et dernière année constitue le 3e cycle et est consacrée à un travail de recherche personnelle (TFE), un film pour les départements réalisation, montage, image, son, production et décors; un mémoire pour les départements production, image et son; ou un scénario de long-métrage pour le département scénario. Cela inclut également la participation aux TFE des autres élèves de la promotion. Les films sont projetés à l'automne à la Cinémathèque française.

#### Cursus nouveaux
Trois « cursus » supplémentaires sont proposés, plus ou moins intégrés au cursus principal.
- Cursus Scripte. Le cursus accueille quatre élèves[16]. Le concours d'entrée a lieu tous les deux ans. La durée des études est de 28 mois[17]. En première année, les élèves de cette filière participent à l'enseignement commun dispensé à l'ensemble des sept départements. En deuxième année, ils suivent des enseignements spécifiques et rédigent un mémoire au terme de leur scolarité, qu'ils présentent à un jury composé de professionnels en activité.
- Cursus Distribution-exploitation. Depuis 2003, la filière Distribution-exploitation accueille environ 8 élèves : 3 en distribution, 5 en exploitation[16]. Sa durée est de 2 ans[18]. Avec cette filière, ouverte en 2003, La Fémis vise la formation de cadres et dirigeants d'entreprises cinématographiques sensibilisés autant aux problématiques de l'entrepreneuriat que de la création. La scolarité est organisée en trois séquences. Lors du premier trimestre, les élèves suivent l'enseignement général commun à tous les autres départements du cursus général. Ils suivent ensuite un enseignement spécialisé (un semestre) et à l'issue de ces enseignements, se consacrent à leur TFE et à un stage (un semestre)[19].
- Cursus Création de séries TV. Lancé en 2013, ce cursus a une durée de 12 mois[20] et accueille six étudiants[21] de moins de 30 ans, de niveau “master”, et prouvant une expérience d'écriture. Il est financé en partie par TF1, France Télévisions et Canal+[21] mais aussi par des plateformes. Les séries Irresponsable et HP, issues toutes les deux de la première promotion sont diffusées sur OCS. La série Ovni, diffusée sur Canal+, est quant à elle issue de la seconde promotion.

### Formation continue
Depuis 1996, La Fémis propose des ateliers de formation continue aux professionnels de ce secteur qui souhaitent faire évoluer leur carrière ou élargir leur domaine d'intervention en explorant de nouveaux domaines artistiques et techniques. D'une durée de quelques jours à quelques mois, ces formations sont mises en place avec différents partenaires à l'échelon international (programme Média de l'Union européenne), national ou régional (Conseils régionaux, Centre de production en région). Elles sont pour la plupart conventionnées par l'Afdas.
Les domaines abordés sont :
- le documentaire (atelier documentaire et atelier documentaire européen Achidoc à base d'archives)
- le scénario (atelier scénario et atelier réécriture)[22]
- la production en Europe (atelier / Masterclass)[23]
- les fondamentaux de la réalisation, formation initiation au cinéma[24]
- la réécriture de scénario (atelier destiné aux scénaristes et aux auteurs-réalisateurs souhaitant être accompagnés dans la réécriture de leur scénario de long-métrage de cinéma)
- la direction d'exploitation cinématographique[25]

### Université d'été
Depuis 1989, la direction de l’audiovisuel extérieur du ministère des Affaires étrangères et La Fémis proposent chaque année une « université d’été », ouverte à des étudiants étrangers en cinéma ou audiovisuel ou à de jeunes étrangers professionnels du cinéma de moins de 30 ans. Il s'agit d'un programme sur la pratique du documentaire, qui s’étend sur 9 semaines à raison de 5 jours de cours intensifs par semaine. Les stagiaires, au nombre de 12, sont issus du Maghreb, d’Afrique, d’Amérique latine, d’Asie (sauf Corée du Sud, Japon et Singapour), d’Europe centrale et orientale (hors pays de l’Union européenne), et du Moyen-Orient.

### Atelier Ludwigsburg-Paris

L'Académie du film du Bade-Wurtemberg, partenaire de La Fémis.

Ce programme d'un an est destiné aux jeunes producteurs et distributeurs, titulaires d'un bac+3 au minimum, issus de l'Union européenne élargie. Les participants suivent 4 séminaires répartis entre Ludwigsburg (académie du film du Bade-Wurtemberg) et Paris (La Fémis). Cette formation inclut également des sessions de travail aux festivals Premiers Plans d’Angers, Cannes, Londres et Berlin. L'Atelier rassemble chaque année 18 stagiaires : un tiers de Français, un tiers d'Allemands et un tiers issus d'autres pays de l'Union européenne. À la fin de l’Atelier Ludwigsburg-Paris les participants produisent en collaboration avec Arte, l’académie du film du Bade-Wurtemberg et La Fémis des courts-métrages. Ces films sont ensuite projetés dans des festivals et diffusés sur Arte.

### Programme pour l'égalité des chances
En 2008, deux programmes dits « pour l'égalité des chances » sont lancés, en partenariat avec la Fondation Culture & Diversité. L'un est à destination des lycéens en cours d’orientation. Une présentation de l'école est faite dans soixante-huit lycées français appartenant aux zones d’éducation prioritaires, suivis de rencontres avec les intervenants et les élèves de l'école. L’idée, défendue par Claude Miller, est « de sensibiliser ces lycéens aux études artistiques, leur montrer que c’est à leur portée. Personne ne doit s’interdire de passer le concours de La FEMIS (…) On ne peut plus se contenter de la méritocratie française. On en voit tous les jours les limites. C’est de notre devoir de cinéaste de faire en sorte que le métier soit plus ouvert socialement ».
Le deuxième programme s'adresse à une quinzaine d'étudiants issus de l’éducation prioritaire ou boursiers de l’enseignement supérieur, qui veulent passer les épreuves du concours national. Cet atelier est gratuit et se tient pendant trois semaines pendant l'été dans les locaux de La Fémis. Les étudiants participent à la conception de petits films de fiction,, et assistent à des conférences sur le cinéma, son histoire, ses métiers et ses différentes approches. Des rencontres avec des professionnels du secteur et des universitaires sont également organisées (Regis Wargnier, Céline Sciamma, Claude Miller, Alain Bergala, Nicole Brenez en 2010). Si ce programme d'ouverture repose sur de bonnes intentions, certains doutes subsistent — comme l'exprime Louis Maurin, directeur de l'Observatoire des inégalités — sur sa véritable efficacité. Le second programme permet aux futurs candidats de se familiariser avec l'histoire et les techniques du cinéma.

### Doctorat
Le programme de doctorat est commun à cinq grandes écoles supérieures nationales : La Fémis, l’École nationale supérieure des beaux-arts, le Conservatoire national supérieur d'art dramatique, le Conservatoire national supérieur de musique et de danse de Paris, l’École nationale supérieure des arts décoratifs ainsi que l’École normale supérieure. La Fémis sélectionne et accueille un doctorant par an. Ce doctorant voit sa thèse encadrée par un cinéaste ainsi que par un directeur de thèse habilité à diriger des recherches.

### Programme La Résidence
La Résidence est une formation de 11 mois à temps plein offerte à quatre réalisateurs de moins de trente ans, diplômés ou non, mais déjà auteurs d'un court-métrage et qui ne remplissent pas les conditions pour passer les concours de l'école. Lancé en 2015, le programme s'inspire des exercices mis en place en formation initiale, mais en visant principalement la réalisation.

## Moyens et équipements

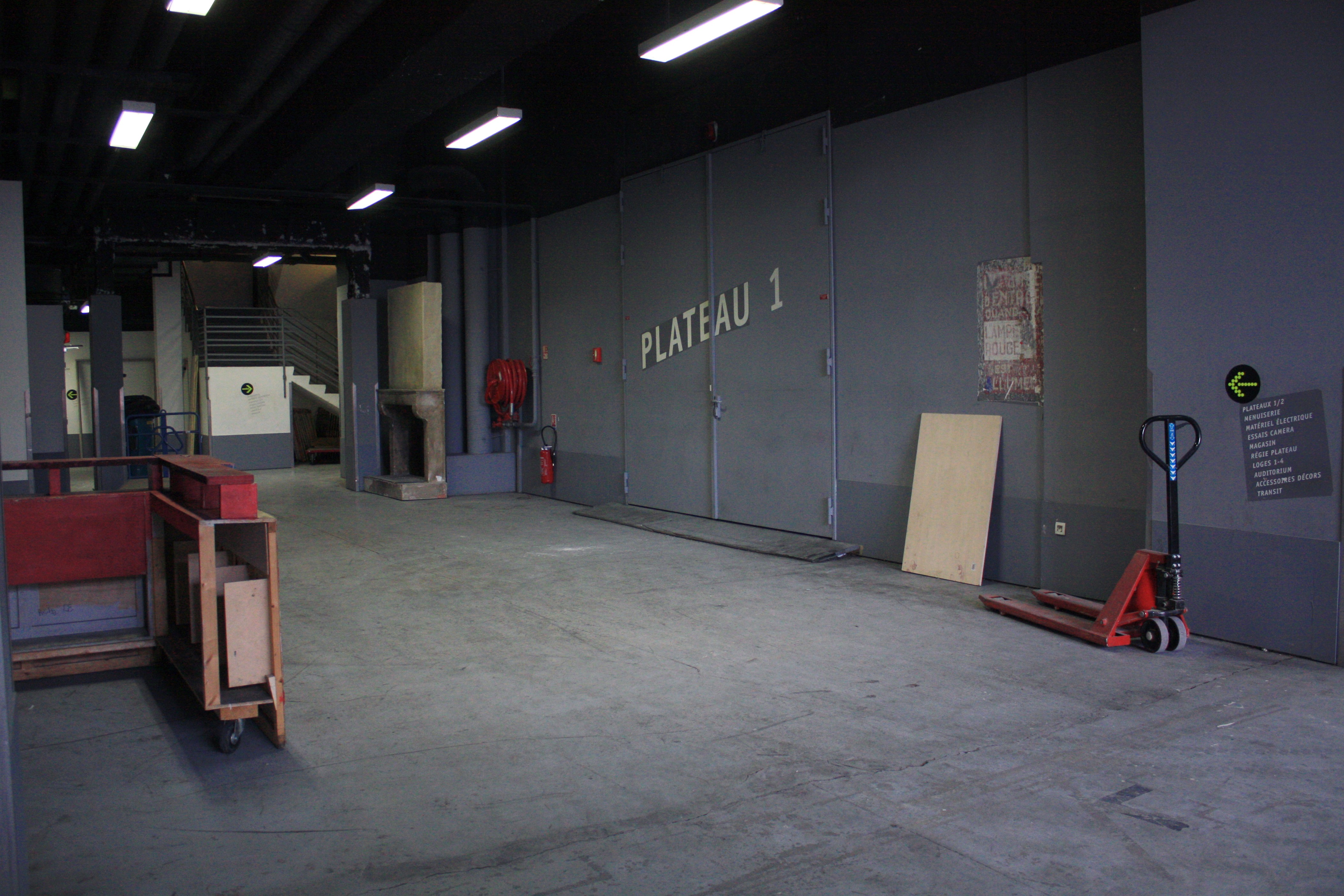
Entrée de l'un des plateaux de tournage de La Fémis.

### Moyens
En tant qu'établissement public industriel et commercial (EPIC), selon le Conseil d’État, la Fémis a vocation à assurer une activité économique et devrait équilibrer ses comptes. En pratique, l'établissement est déficitaire et est financé aux trois quarts par le CNC. Les frais de scolarité sont d'environ 400 euros pour un coût par étudiant et par an qui s'élève à 50 000 euros.

### Équipements
Les services de l'école sont répartis sur trois bâtiments d'une surface totale de 9 700 m2. Elle possède 4 plateaux de tournage de 220 m2 en moyenne (hérités de la société Pathé, où Marcel Carné tourna Les Enfants du paradis, et Robert Bresson Les Dames du bois de Boulogne). L'école possède également 2 auditoriums numérique de mixage et 3 salles de projections (la salle Jean-Renoir de 170 places, la salle Jacques-Demy de 60 places et la salle Alice-Guy de 20 places), équipées en dolby, DTS, 16-35, double bande, vidéo et dvd. Les étudiants disposent de 11 caméras 16 mm et Super 16, de 4 caméras 35 mm, de 5 caméras Betacam SP, de 5 caméras DSR 300 ou 400, de 29 salles de montage numérique, d'une salle d'essais caméra, d'un laboratoire photo et d'un studio de prise de son,. Une dizaine de salles de cours, une salle de casting, une bibliothèque-vidéothèque, un foyer et des salles de production sont également à la disposition des élèves. Une menuiserie, employant deux salariés, permet la fabrication de décors. L'école reçoit l'aide commerciale de Kodak, Fujifilm et Arriflex et le soutien d'organismes tels que l'ADAMI, la SCAM, la SACEM et Procirep.
Cent films, de différents formats et répondant à différents enseignements, sont produits chaque année à La Fémis par les élèves. Un élève, quel que soit son département, réalise en moyenne 4 films durant sa scolarité (parfois nettement plus, s'il est inscrit dans le département réalisation, par exemple).

## Équipe pédagogique
L'école n'emploie pas d'enseignants permanents mais fait appel à des intervenants professionnels. 300 professionnels en activité sont donc ainsi appelés à encadrer, chaque année, le travail des élèves. Des cinéastes comme Jean-Jacques Annaud, Cédric Klapisch, Christophe Honoré, Tony Gatlif, Xavier Beauvois ou encore Danièle Thompson enseignent ou ont enseigné à La Fémis. L'école accueille aussi régulièrement des cinéastes étrangers, venus présenter leurs films et répondre aux questions des étudiants (par exemple le cas d'Abbas Kiarostami, de David Cronenberg ou de Woody Allen).

## Coût de la scolarité
Les frais de scolarité sont fixés par arrêté du ministère de la Culture. En 2020, ils s'élèvent à 438 € par an (boursiers dispensés).

## Concours

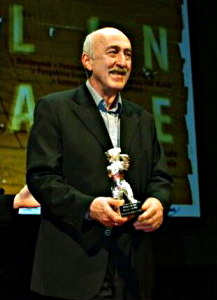
Le cinéaste franco-géorgien Otar Iosseliani, président du concours d'entrée de La Fémis en 2000.

### Conditions
Le concours de la Fémis est l'un des concours les plus difficiles des grandes écoles françaises, tous domaines confondus. Il s'échelonne sur cinq mois environ, de janvier à juin, et nécessite plus de 200 correcteurs et jurés, choisis parmi les professionnels du cinéma en activité.
Les inscriptions sont ouvertes aux titulaires d'un diplôme sanctionnant deux années d'études après le baccalauréat (trois pour le concours distribution/exploitation), âgés de moins de 27 ans au 1er janvier de l'année du concours, ou aux candidats âgés de moins de 30 ans au 1er janvier de l'année du concours et pouvant justifier d'une activité professionnelle d'au moins quatre années. Dans les faits, beaucoup d'étudiants reçus ont souvent déjà atteint le niveau bac+3. Les candidats français et européens passent les épreuves du concours national, et les candidats étrangers ne dépendant pas de l'Union européenne passent les épreuves du concours international, organisées dans les ambassades de France à l'étranger. Chaque candidat doit mentionner dès l'inscription le département qu'il souhaite intégrer.
Tous les candidats doivent être francophones et ne peuvent se présenter plus de trois fois au concours.

### Détails des épreuves

#### Premier tour (pré-admissibilité)
Les deux épreuves sont communes à tous les candidats, quel que soit le département demandé : Écriture d'un dossier d'enquête sur un thème imposé parmi trois propositions. Ce document écrit, d'une quinzaine de pages, peut être accompagné d'images (dessins, photographies), de sons (bandes sonores) ou d'un film vidéo. La forme est laissée libre au candidat mais ne doit pas répondre aux règles d'un travail de type universitaire. — Épreuve sur table d'analyse de séquence. Il est demandé aux candidats d'analyser un court extrait de film projeté au début de l'épreuve (généralement les 10 premières minutes d'un long-métrage de fiction).
Taux de réussite au premier tour : de 10 % (candidats au département Réalisation) à 30 % (candidats au département Décor ).

#### Deuxième tour (admissibilité)
Les candidats admissibles au deuxième tour passent les épreuves correspondantes au département pour lequel ils se sont inscrits.
- Épreuves spécifiques au département Réalisation. Épreuve de scénario : écriture d'un synopsis ou d'un projet de scénario, accompagné d'une scène dialoguée, d'après un thème imposé choisi parmi trois propositions. — Épreuve de tournage et de direction d'acteurs : Tournage d'une scène dialoguée, imposée et tirée au hasard, avec deux acteurs et un cadreur, sur un plateau de cinéma, en présence de deux jurés. — Épreuve de dérushage : analyse des images tournées lors de la précédente épreuve, et discussion avec deux autres jurés n'ayant pas assisté au tournage.
- Épreuves spécifiques au département Image. Épreuve écrite : connaissances techniques (physique, optique, mathématiques, électricité), culture générale, histoire de l'art et du cinéma. — Épreuve pratique et orale : réalisation d'une planche-contact photographique sur un thème imposé, discussion autour du travail rendu.
- Épreuves spécifiques au département Montage. Épreuve écrite : écriture d'une courte histoire à partir d'une photo et/ou d'un texte. — Épreuve orale : analyse comparative d'une séquence d'un film montée deux fois différemment.
- Épreuves spécifiques au département Scénario. Épreuve écrite : écriture d'un synopsis et d'une scène dialoguée, sur un thème imposé choisi parmi trois propositions. — Épreuve orale : invention d'une histoire de scénario et développement à l'oral, sur un sujet imposé tiré au sort.
- Épreuves spécifiques au département Son. Épreuve écrite : connaissances techniques (acoustique, physique, mathématiques, électricité), culture générale, histoire de l'art et du cinéma. — Épreuve pratique et orale : réalisation d'un document sonore sur un thème imposé, et discussion. — Épreuve d'acuité et de sensibilité auditive : analyse technique et artistique de divers documents sonores.
- Épreuves spécifiques au département Décor. Épreuve d'élaboration de décor : réalisation sur table d'un projet de décor (dessins, plans, maquettes) d'après un scénario imposé. — Épreuve orale : discussion ouverte sur les documents fournis lors de la précédente épreuve.
- Épreuves spécifiques au département Production. Épreuve unique et orale : choix d'un projet parmi cinq propositions de longs-métrages imposées au candidat, préparation d'un argumentaire relatif au choix, soutenance du projet, et propositions de production + même procédé concernant un court-métrage, pour lequel le candidat doit proposer un projet de direction de production.

Taux de réussite du premier au deuxième tour : de 30 % (candidats au département « Réalisation ») à 70 % (candidats au département « Son »)».

#### Troisième tour (admission)

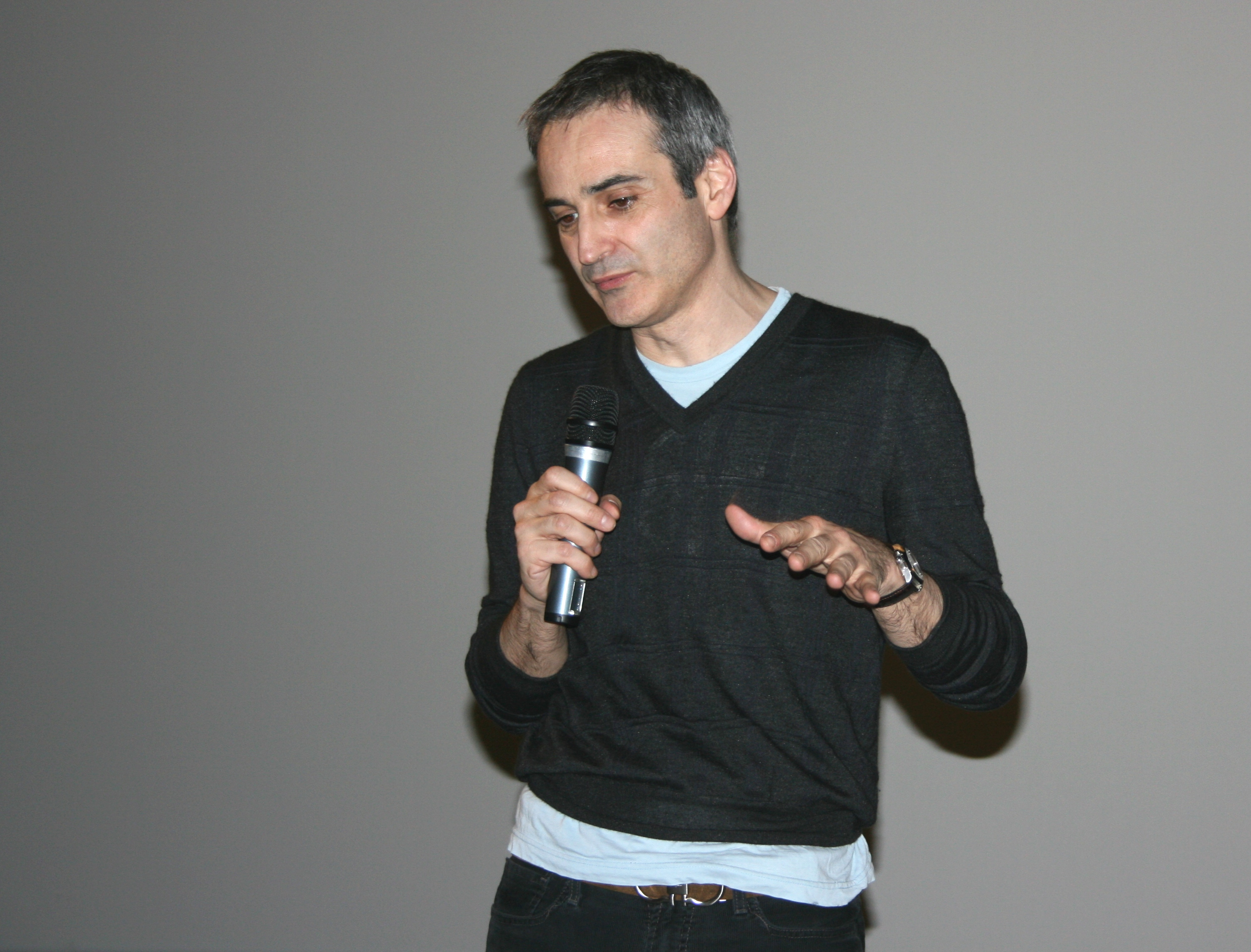
Olivier Assayas, président du concours d'entrée de La Fémis en 2002.

Le troisième tour consiste en une rencontre publique avec le président et les membres du jury. Le jury est généralement composé de 7 membres (un réalisateur, un producteur, un scénariste, un mixeur ou ingénieur du son, un directeur de la photographie, un monteur et un chef décorateur). L'épreuve consiste en une discussion libre de 30 minutes sur les projets du candidat, ses motivations, son parcours, sa culture, ses expériences. Le troisième tour s'échelonne sur une dizaine de jours. À l'issue des entretiens, le jury choisit les reçus parmi les candidats du concours général, auxquels s'ajoutent les candidats du concours international. Les candidats reçus ne sont pas classés et n'ont pas connaissance de leurs notes aux épreuves. Ils peuvent les demander à la sortie de l'école, une fois diplômés. Les dossiers et les copies restent la propriété de l'école. Les candidats non reçus peuvent obtenir le détail de leurs notes quelques semaines après la fin des épreuves. L'âge moyen d'un élève admis est de 23 ans. Les promotions comportent généralement un peu plus de garçons que de filles, dans un rapport de 60-40. Les départements « réalisation » et « son » sont traditionnellement plutôt masculins, alors que les départements « scénario » et « décor » sont plutôt féminins.
Taux de réussite du deuxième au troisième tour : de 33 % (candidats au département Réalisation) à 50 % (candidats au département Production, Son ou Décor).

### Taux de réussite et profil des élèves reçus

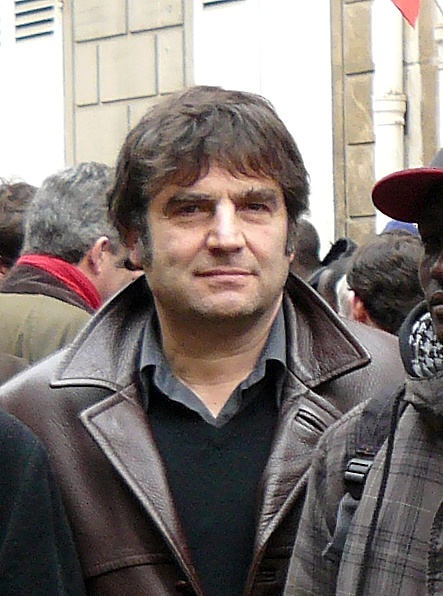
Romain Goupil, président du concours d'entrée de la Fémis en 2005.

Le concours national est sélectif. Plus de mille candidats s'inscrivent chaque année au concours général et seules 40 places sont ouvertes. Les candidats au concours se répartissent environ de la manière suivante : 50 % en réalisation, 15 % en montage, 13 % en scénario, 10 % en image, 5 % en production et en son et 2 % en décor. Le pourcentage d'admis par rapport au nombre de candidats est faible : au total, seuls 3 % des candidats inscrits au concours sont admis à l'école. Dans le détail, le taux de réussite est en moyenne de 2 % pour le très convoité département « réalisation » (pour lequel s'inscrivent presque la moitié des candidats), de 3 % pour le département « scénario » et le département image, de 5 % pour le département montage, de 7% le département production, de 9 % pour le département décor et de 12 % pour le département son.
La faible proportion d'élèves reçus à l'école se justifie, selon son ancien président Claude Miller, par le fait que « le secteur du cinéma et de l'audiovisuel en général ne sont que peu créateurs d'emplois nouveaux ». L'ancien directeur de l'école, Marc Nicolas, évoque aussi « une volonté de l'État de ne pas former trop de gens à des professions qui ne concernent que 50 000 personnes en France ».
Aucune formation ou diplôme spécifique n'est requis pour présenter le concours de l'école, si ce n'est l'obligation d'avoir obtenu un diplôme d'État équivalant à 2 années d'études. Le profil des élèves est assez hétérogène, et le fait d'avoir suivi des études dans un autre domaine que le cinéma n'est pas pénalisant. Les épreuves des départements « son » et « image » exigent néanmoins quelques connaissances scientifiques.
44 % des étudiants de la Fémis, en moyenne, ont obtenu un baccalauréat littéraire, 46 % un bac scientifique, 9 % un bac économique et social et 1 % un bac technologique. 35 % des étudiants sont détenteurs d'un bac+2 en entrant à l'école, 32 % d'un bac+3, 21 % d'un bac+4 et 12 % d'un bac+5.
Pour les étudiants ayant suivi une formation à l'université, 32 % d'entre eux ont obtenu un diplôme en arts du spectacle, 10 % en lettres, 5 % en arts plastiques, 5 % en philosophie, 3 % en histoire ou en géographie, 3 % en sciences, 2 % en communication, 2 % en histoire de l'art, 1,5 % en commerce ou en économie, 0,5 % en droit.
Pour les étudiants ayant suivi une formation dans une école, 17 % ont un BTS, 9 % des étudiants ont été inscrits en classe préparatoire de cinéma (Ciné'Sup de Nantes), 5 % sont déjà passés par une école de cinéma privée, 3 % par Sciences Po, 2 % par une école d'art, 0,2 % par une école d'ingénieur.
La plupart des étudiants de la Fémis sont originaires de la province(à plus de 75 %).

### Historique des épreuves du concours
| Année | Film proposé à l'épreuve d'analyse de séquence | Thèmes proposés pour le dossier d'enquête  | Président du jury                                         | Promotion |
| ----- | --- | ------------------------------------------ | --------------------------------------------------------- | --------- |
| 1986  | L'Aurore (1927) - Allemagne, Friedrich Wilhelm Murnau                                                                                                 | La porte. L'argent. La perspective.        | Henri Colpi (réalisateur)                                 | 1         |
| 1987  | Monsieur Klein (1976) - France, Joseph Losey | L'harmonie. Le commencement. Le poison.    | René Laloux (réalisateur, dessinateur)                    | 2         |
| 1988  | L'Argent (1983) - France, Robert Bresson | Les cheveux. La rupture. La honte.         | Maurice Failevic (réalisateur)                            | 3         |
| 1989  | Voyage au bout de l'enfer (1978) - USA, Michael Cimino                                                                                                | La fête. Les transports. Lieu(x) de culte. | Anne Luthaud (dramaturge, romancière)                     | 4         |
| 1990  | Nouvelle Vague (1990) - France, Jean-Luc Godard | La preuve. Le retard. La rumeur.           | Anne Luthaud (dramaturge, romancière)                     | 5         |
| 1991  | Gertrud (1964) - Danemark, Carl Theodor Dreyer | L'écho. Le modèle. Le deuxième.            | Jack Gajos (président de La Fémis)                        | 6         |
| 1992  | Toni (1935) - France, Jean Renoir | L'empreinte. Le monstre. La vibration.     | Jack Gajos (président de La Fémis)                        | 7         |
| 1993  | Les Nuits blanches (1957) - Italie, Luchino Visconti                                                                                                  | La peau. Le vent. L'intrus.                | Jack Gajos (président de La Fémis)                        | 8         |
| 1994  | Cinq femmes autour d'Utamaro (1946) - Japon, Kenji Mizoguchi                                                                                          | La mosaïque. L'horizon. Le doute.          | Jean-Jacques Beineix (réalisateur)                        | 9         |
| 1995  | Identification d'une femme (1982) - Italie, Michelangelo Antonioni                                                                                    | Le déchet. La transparence. La colère.     | Christine Pascal (réalisatrice)                           | 10        |
| 1996  | L'Impératrice rouge (1934) - Allemagne, Josef von Sternberg                                                                                           | La ligne. Le système. Le sable.            | Robert Enrico (réalisateur)                               | 11        |
| 1997  | Monsieur Verdoux (1947) - USA, Charlie Chaplin | Le secret. Le cri. La table.               | Philippe Carcassonne (producteur)                         | 12        |
| 1998  | Val Abraham (1993) - Portugal, Manoel De Oliveira | Le pli. La racine. La chute.               | Jérôme Deschamps (metteur en scène, dramaturge)           | 13        |
| 1999  | Le Grondement de la montagne (1954) - Japon, Mikio Naruse                                                                                             | Le jardin. L'ombre. La spirale.            | Humbert Balsan (producteur)                               | 14        |
| 2000  | Blade Runner (1982) - USA, Ridley Scott | (Le) Noir. Le vide. Le parfum.             | Otar Iosseliani (réalisateur)                             | 15        |
| 2001  | Good Men, Good Women (1995) - Taïwan, Hou Hsiao-hsien                                                                                                 | La marche. L'étoffe. L'instrument.         | Cédric Kahn (réalisateur)                                 | 16        |
| 2002  | La Captive (2000) - France, Chantal Akerman | La boîte. La feuille. L'unique.            | Olivier Assayas (réalisateur)                             | 17        |
| 2003  | Femme Fatale (2002) - USA, Brian De Palma | Le milieu. La machine. Le reste.           | Benoît Jacquot (réalisateur)                              | 18        |
| 2004  | Viridiana (1961) - Espagne, Luis Buñuel | L'arme. La vitesse. Le caché.              | Emmanuèle Bernheim (romancière, scénariste)               | 19        |
| 2005  | Van Gogh (1991) - France, Maurice Pialat | Le papier. La gourmandise. La frontière.   | Romain Goupil (réalisateur)                               | 20        |
| 2006  | Tigre et Dragon (2000) - Chine, Ang Lee | Le blanc. Le chantier. Le second.          | Pierre Chevalier (producteur)                             | 21        |
| 2007  | De la vie des marionnettes (1980) - RFA/Suède, Ingmar Bergman                                                                                         | Le voisin. L'incident. La main.            | Bruno Nuytten (directeur de la photographie, réalisateur) | 22        |
| 2008  | L'Enfant aveugle 2 (1966) - Pays-Bas, Johan van der Keuken                                                                                            | Le geste. Miniature. Le repas.             | Abderrahmane Sissako (réalisateur)                        | 23        |
| 2009  | A History Of Violence (2005) - USA, David Cronenberg                                                                                                  | La constance. L'arbre. Classer.            | Raoul Peck (réalisateur)                                  | 24        |
| 2010  | Brève histoire d'amour (1988) - Pologne, Krzysztof Kieślowski                                                                                         | L'attention. Le lit. Le fragment.          | Jean-Paul Civeyrac (réalisateur)                          | 25        |
| 2011  | Tournée (2010) - France, Mathieu Amalric | La fenêtre. Jamais. L'épisode.             | Jeanne Labrune (réalisatrice)                             | 26        |
| 2012  | La Comtesse aux pieds nus (1954) - USA, Joseph L. Mankiewicz                                                                                          | Le jeu. L'attente. La trace.               | Pierre Schœller (réalisateur)                             | 27        |
| 2013  | Il était une fois en Amérique (1984) - USA/Italie, Sergio Leone                                                                                       | L’organisation. Quotidien. Le mur.         | Christian Vincent (réalisateur)                           | 28        |
| 2014  | Shokuzaï, celles qui voulaient se souvenir (2012) - Japon, Kiyoshi Kurosawa                                                                           | Le rite. Outil. Invisible.                 | Laetitia Masson (réalisatrice)                            | 29        |
| 2015  | Deep End (1970) - Royaume-Uni/RFA/Pologne, Jerzy Skolimowski                                                                                          | L’abri. Début. Trier.                      | Philippe Ramos (réalisateur)                              | 30        |
| 2016  | Le Syndrome de Stendhal (1996) - Italie, Dario Argento - Concours international : Matador (1986 - Espagne, Pedro Almodovar)                           | L'essai. L'éclat. L'héritage.              | Emmanuel Mouret (réalisateur)                             | 31        |
| 2017  | Le Tigre du Bengale (1959) - Allemagne/France/Italie, Fritz Lang - Concours international : Moonrise Kingdom (2012 - États-Unis, Wes Anderson)        | La promesse. Le rideau. Le sourire.        | Dominik Moll (réalisateur)                                | 32        |
| 2018  | Travolta et moi (1993) - France, Patricia Mazuy - Concours international : Casino (1996 - États-Unis, Martin Scorsese)                                | L'appétit. Le réseau. Répéter.             | Catherine Corsini (réalisatrice)                          | 33        |
| 2019  | Sweet Sweetback’s Baadasssss Song (1971) - USA, Melvin Van Peebles - Concours international : Blade Runner 2049 (2017 - États-Unis, Denis Villeneuve) | La règle. La métamorphose. La source       | Jean-Marie Larrieu (réalisateur)                          | 34        |
| 2020  | Out of the Blue (1980 - USA, Dennis Hopper) - Concours international : Le Diable probablement (1977 - France, Robert Bresson)                         | Le ciel. L’instant. La chair.              | Julie Bertuccelli (réalisatrice)                          | 35        |
| 2021  | Épreuve annulée en raison de la crise sanitaire. | Déployer. La vague. Le courage.            | Nadav Lapid (réalisateur)                                 | 36        |
| 2022  | Touki Bouki (1973 - Sénégal, Djibril Diop Mambety) - Concours international : Last Night in Soho (2021 - Royaume-Uni, Edgar Wright)                   | Boom. Le lien. Bifurquer.                  | Emmanuel Finkiel (réalisateur)                            | 37        |
| 2023  | Cœur de verre (1976 - RFA, Werner Herzog) - Concours international : Aftersun (2022 - Royaume-Uni/États-Unis, Charlotte Wells)                        | Le visage. Déjà vu. Les limites.           | Léonor Serraille (réalisatrice)                           | 38        |
| 2024  | Les Mutants (1998 - Portugal, Teresa Villaverde) - Concours international : Déménagement (1993 - Japon, Shinji Sōmai)                                 | Le silence. Ravir. La coquille.            | Nicolas Pariser (réalisateur)                             | 39        |
| 2025  | Le Confessional (1995 - Canada, Robert Lepage) - Concours international : Le Lâche (1965 - Inde, Satyajit Ray)                                        | La farce. Sacré. Flou.                     | en cours                                                  | 40        |

## Histoire

### De l'IDHEC à La Fémis (1984–1988)
La Fémis succède à l'Institut des hautes études cinématographiques (IDHEC, 1943-1986) pour former les professionnels du cinéma français et internationaux. Malgré sa réputation, l'IDHEC (installé en 1974 à Bry-sur-Marne dans les locaux de l'INA) avait vu son activité et sa réputation décliner. L'arrivée de la gauche au pouvoir en 1981 donne l'occasion d'en redéfinir le rôle et le cadre. Un projet de « Palais de l'image » (qui aurait inclus l'art photographique) est lancé, suivi d'un autre, plus restrictif, nommé « Palais du cinéma ». Le projet tente d'associer une nouvelle école de cinéma et la Bibliothèque du Film. Un rapport, dit « rapport Bredin » (juin 1984) propose les règles de la future FEMIS, fondée sur un enseignement pluridisciplinaire gratuit, un concours à bac+2, une durée des études de trois ans, la création de sept départements et une ouverture sur le monde professionnel. Jack Gajos, alors directeur de l'Agence pour le développement régional du cinéma, est choisi pour diriger l'institution.
En février 1986, sous l'impulsion de Jack Lang, l'IDHEC devient l'Institut national de l'image et du son (INIS). Quand la droite arrive au pouvoir, le secrétaire d'État à la Culture, Philippe de Villiers, transforme l'INIS nouvellement créé en FEMIS, Fondation européenne des métiers de l'image et du son, avec des statuts associatifs (loi de 1901). En novembre 1986, François Léotard, alors ministre de la Culture, inaugure l'école, qui est située au palais de Tokyo, en face du musée d'Art moderne de la ville de Paris, et présidée par l'écrivain et scénariste Jean-Claude Carrière. Les cinéastes Noémie Lvovsky, Arnaud des Pallières, Sólveig Anspach, Christine Carrière, Émilie Deleuze, Manuel Pradal, Sophie Fillières comptent parmi les élèves de la première promotion. Jean-Luc Godard, qui avait tenté le concours d'entrée à l'IDHEC en 1949, enseigne à l'école et le philosophe Gilles Deleuze y tient une conférence remarquée, intitulée Qu’est-ce que l’acte de création ? L'école fonctionne sous statut associatif jusqu'en 1998.

### Débuts difficiles (1988–1996)
En 1988, le personnel de l'IDHEC rejoint La Fémis, dans une fusion de l'ancienne école avec la nouvelle. L'IDHEC disparaît donc officiellement le 24 mars 1988. En 1990, le concours d'entrée à l'école réunit un millier de candidats. Une filière « Scripte » est créée en 1993.

#### 1993: le concours d'entrée dans la tourmente

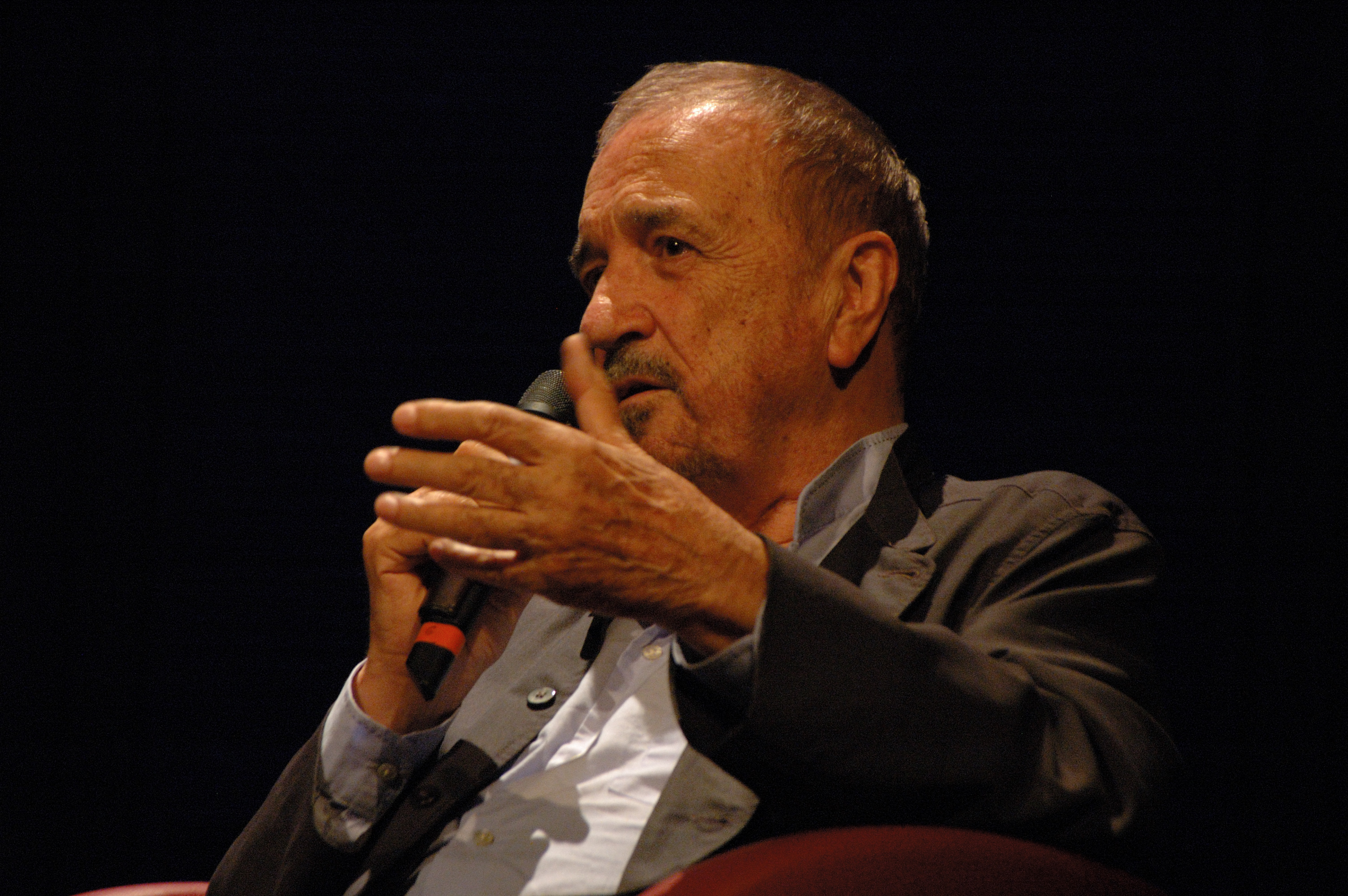
Le scénariste Jean-Claude Carrière, président de La Fémis de 1986 à 1996.

En 1993, des examinateurs du concours s'aperçoivent que leurs notations sont remaniées, que des notes de candidats reçus au concours de 1992 ont été conservées, que huit candidats auraient vu leurs notes truquées en 1993 et que cette fraude aurait bénéficié, en 1992, au fils du conseiller culturel du premier ministre. Le président du jury de concours, également délégué général et directeur des études, reconnaît avoir favorisé certains candidats, enfants de personnalités amies ou « haut placées ». Pour ne rien arranger, le président de l'école justifie maladroitement ces pratiques de repêchage en évoquant un « usage » fondé sur « le flair » du délégué général et regrette ce qu'il qualifie de « campagne de délation ». La colère gronde parmi les professionnels embauchés par l'école et parmi les élèves, la presse se fait le relais du scandale, l’Inspection générale diligente une mission d’inspection sur la question. Le président du jury donne sa démission le 9 novembre 1993.

#### 1996: nouvelle direction, nouvelles tensions

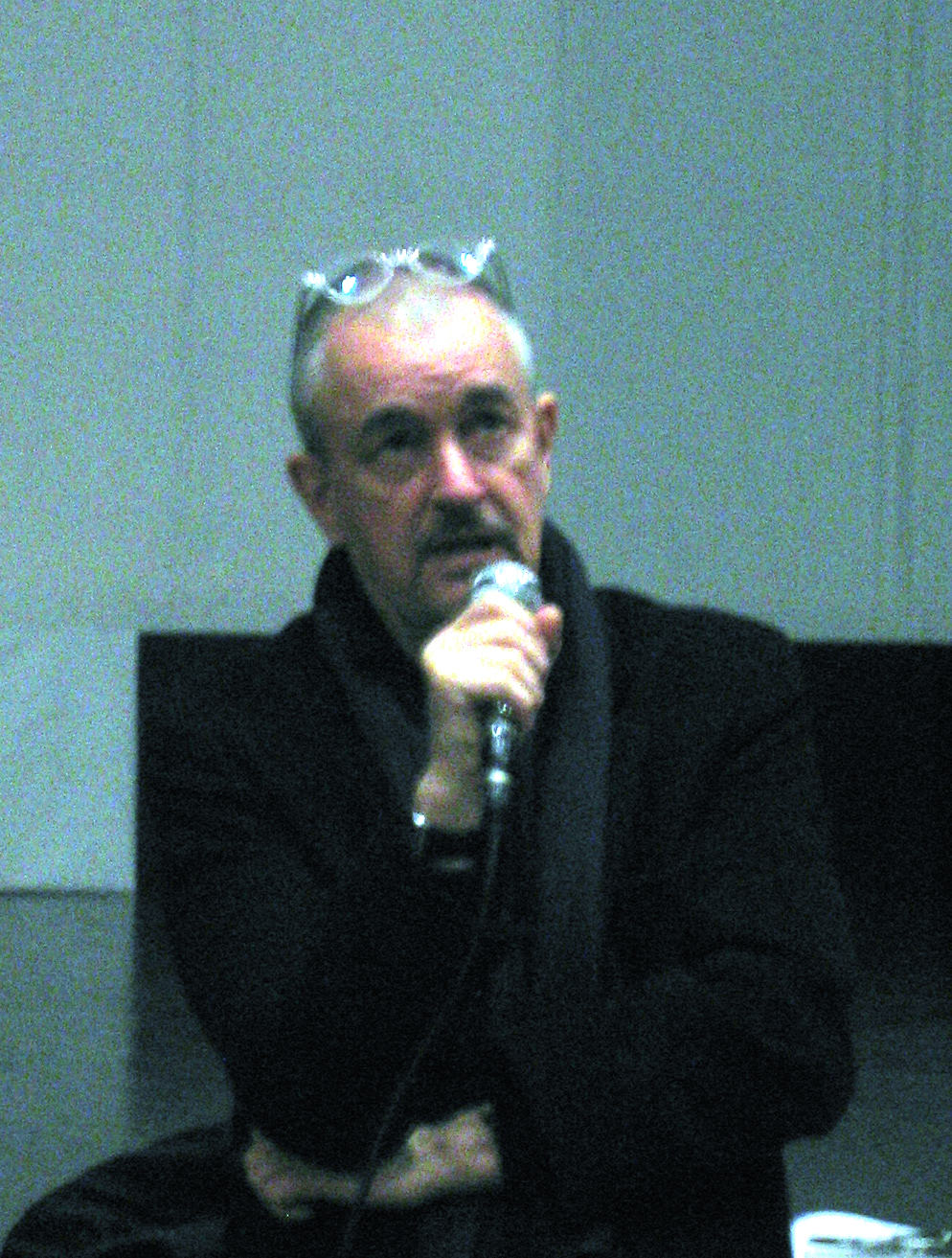
Le cinéaste Jean-Jacques Beineix, président du concours d'entrée de La Fémis en 1994.

Alain Auclaire, membre du CNC, est nommé directeur de l'école, avec l'obligation d'assainir le concours d'entrée. La présidence du concours est donnée à une personnalité extérieure – Jean-Jacques Beineix en 1994 – et des mesures drastiques sont prises pour éviter toutes fraudes dans le déroulement du concours (anonymat des copies, double ou triple correction, confidentialité renforcée dans le choix des sujets, etc.). Christine Juppé-Leblond, ancienne directrice de la Maison du geste et de l'image (MGI) et ex-épouse du chef de gouvernement d'alors, est nommée déléguée générale, avec la mission, s'entend-elle dire par le ministère de la culture, « de nettoyer les écuries d'Augias ».
Mais le style de Christine Juppé-Leblond, volontariste et maladroit, déplaît aux étudiants et aux intervenants professionnels. Ses attaques contre le cinéma de la Nouvelle Vague ou contre toutes formes d'expérimentations filmiques déclenchent des levées de bouclier. Son projet d'enseigner la publicité au sein de l'école fait également débat. La direction passe en outre pour être plus familière du ministère de l'Éducation nationale que de celui du la Culture – entraînant la suspicion quant à sa possible fusion avec l'école Louis-Lumière et à son éloignement programmé des milieux cinématographiques. La colère commence à monter chez les étudiants qui dénoncent un manque de dialogue avec la direction, un projet pédagogique flou, ainsi qu'une bureaucratie écrasante. Les élèves de la sixième promotion établissent alors un bilan collectif dans lequel ils critiquent « le manque de contact, de connaissance du milieu professionnel des principaux interlocuteurs directoriaux : responsable du 3e cycle, directeur des études, déléguée générale ». Le rôle de Maurice Failevic, directeur du département Réalisation et Pierre Baquet, directeur des études et adjoint de la déléguée générale, est en outre remis en cause. Les ressources propres à l'école chutent également à cette même époque, ce qui rajoute à l'agitation générale. Le cinéaste Emmanuel Mouret, élève à cette époque, résume le climat délétère qui règne alors dans l'école : « Nous voulions l’école dont nous avions envie. Or, à l’époque, madame Juppé-Leblond (…) faisait essentiellement venir l’un de ses amis réalisateurs à la télévision. À force de protestations, sont intervenus à sa place des gens comme Claude Miller ou Jean-Louis Comolli ». Mais les tensions ne disparaissent pas entre la direction d'une part et le corps enseignant soutenu par les élèves d'autre part. Au mois de mai 1996, les cinéastes Pascal Bonitzer (ancien directeur du département Scénario, démissionnaire après que des élèves ont évoqué son absentéisme répété), Jean-Louis Comolli, Jean Douchet et André Téchiné publient une tribune dans le journal Libération, dans laquelle ils accusent l'école de "conformisme" : « il est à craindre que la Fémis, par absence de projet pédagogique, par faiblesse de pensée, par ignorance des enjeux présents, ne cède à la tentation de privilégier ce qui gêne le moins : la fabrication d'objets audiovisuels supposés satisfaire un spectateur réduit au rôle de consommateur d'effets, éternel immature avide de sensations fortes ». Les quatre cinéastes estiment que l'école privilégie la professionnalisation et la formation technique à une pensée du cinéma, alors que cette dernière devrait être le privilège d'une école. Ils notent également que « l'actuelle et contestée direction de la Fémis a laissé pour ainsi dire à l'abandon le département réalisation, clé et moteur de l'ensemble de l'école. Sans projet pédagogique, sans plan de travail élaboré, sans objectifs posés, les réalisateurs de la Fémis ont été abandonnés à eux-mêmes et à la mauvaise fortune de l'école ». Les étudiants leur apportent leur soutien et demandent la démission de la directrice des études.

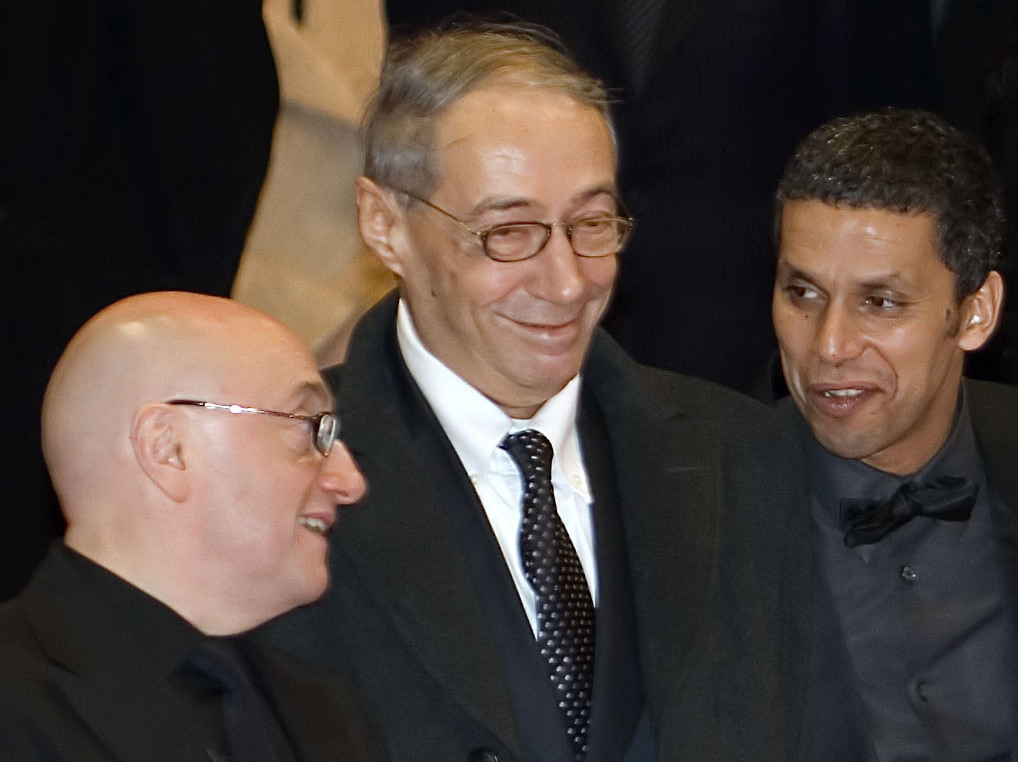
André Téchiné (au centre), ancien enseignant à La Fémis.

Quelques jours plus tard, Christine Juppé-Leblond exprime, par voie de presse, son désir de se débarrasser des « vieux gourous et des ayatollahs » qui s'arrogent, selon elle, « le monopole de la pensée sur le cinéma ». Ces attaques visent nommément Jean Douchet, chargé d'enseigner l'histoire du cinéma, et Jean Narboni, responsable des cours d'analyse filmique. Ses déclarations sur l'enseignement passent très mal (« Les élèves préfèrent être encadrés, maternés, doudounés. Ils sont très fragiles. Ils réclament un papa. Ils croient être autonomes, mais ils manquent terriblement de maturité : ce sont des étudiants. De luxe, certes. Mais des étudiants quand même » ; « Moi je réponds [aux étudiants] : « Quand tu auras fait La Guerre du feu, coco, tu pourras parler ! » ou encore « Ils ne veulent pas être confrontés à un cinéaste qui réalise des films ambitieux. Je leur demande : “Sérieusement, vous avez envie d'être pauvres, de passer aux Ursulines à 10 heures du matin ?” Chaque élève de cette école coûte 300 000 francs. Pour ce prix-là, on ne va se faire un cinéma de pauvres ! ». Un changement de statut est décidé à la même époque : l'école amorce un virage, passant d'association à un établissement public délivrant un diplôme public. Ce changement ne va pas sans tensions et c'est dans un climat délétère que la direction nommée après Jack Gajos démissionne, en mai 1996.

#### «Nouvelle Nouvelle Vague»
À la même époque, les premiers diplômés de l'école, entrés en 1986, ainsi que les derniers étudiants de l'IDHEC, du début des années 1980, se font connaître auprès du public sous le terme de « Nouvelle Vague bis » ou de « Nouvelle Nouvelle Vague », expression inventée par l'hebdomadaire Télérama et reprise ailleurs pour désigner cette génération de cinéastes apparue au début des années 1990,. Petits Arrangements avec les morts de Pascale Ferran, Rosine de Christine Carrière, Grande Petite de Sophie Fillières, Oublie-moi de Noémie Lvovsky, La Croisade d'Anne Buridan de Judith Cahen, En avoir (ou pas) de Laetitia Masson, Un monde sans pitié d'Éric Rochant, puis La Sentinelle et Comment je me suis disputé… (ma vie sexuelle) d'Arnaud Desplechin, sortent sur les écrans : « Tous se démarquent du cinéma de la décennie précédente, qui ressemblait fâcheusement - par sa sclérose - à celui des années cinquante. Comme leurs ancêtres de la Nouvelle Vague, ils ont donc décidé de jouer l'invention contre la perfection ; la liberté contre la qualité », écrit Claude-Marie Trémois dans Télérama.
Fait rare, et sans doute permis par l'existence de l'école : la plupart des films sont dirigés par des femmes. Les premières promotions de La Fémis ont même compté plus de filles que de garçons, même si l'équilibre s'est rétabli en 1990. Si certains décèlent dans ces premiers films un renouveau naturaliste et l'expression subtile d'un romanesque désabusé (mettant en scène « la précarité sentimentale de la jeunesse d'aujourd'hui »), l'école se traîne aussi une image élitiste, nombriliste et parisianiste,. C'est donc à cette époque qu'on commence à employer l'expression de « style FEMIS » pour qualifier cette esthétique cinématographique.

### Le tournant industriel et commercial (depuis 1998)

#### Déménagements (1997, 1999) et nouveaux statuts (1998)

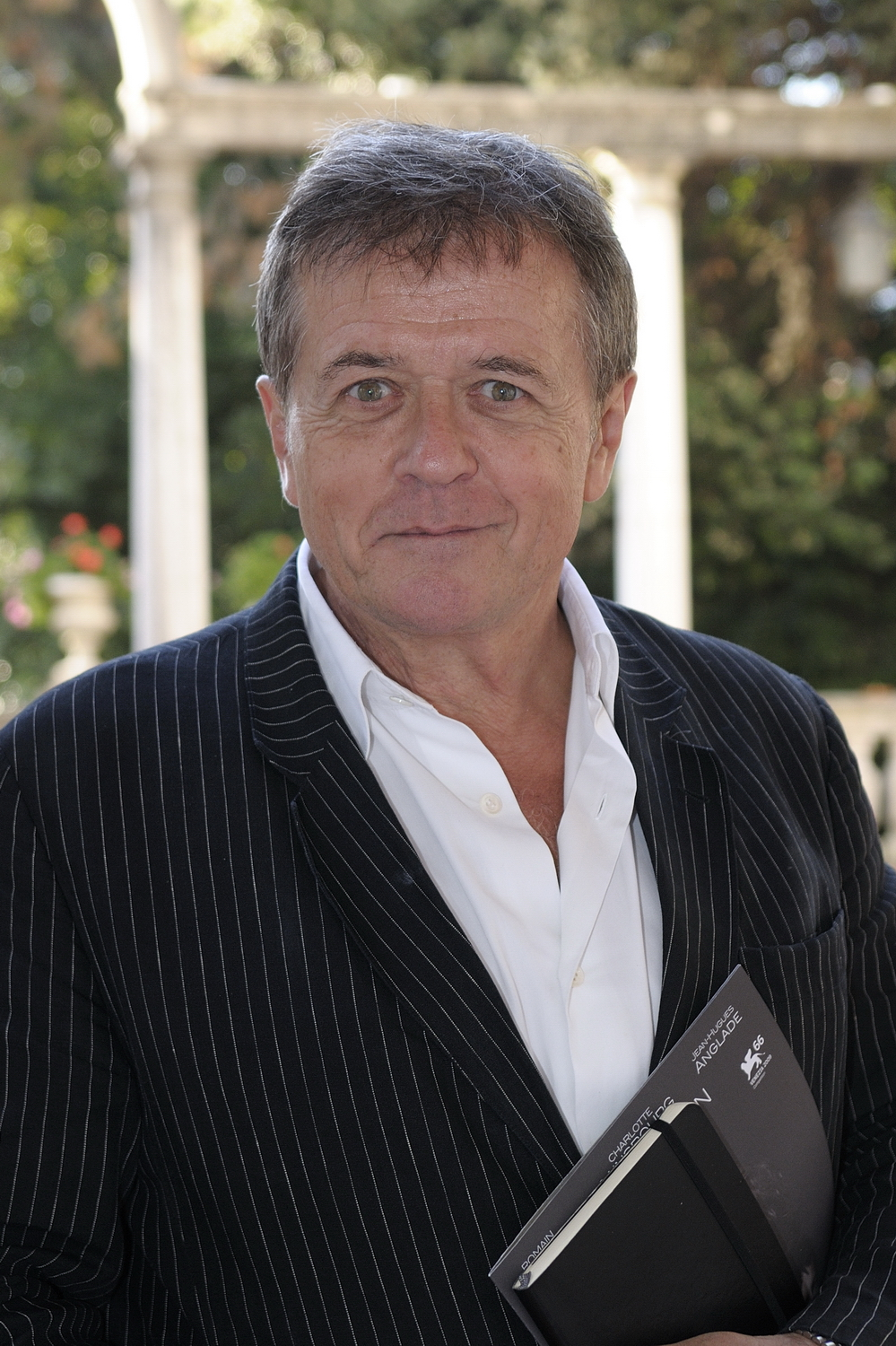
Patrice Chéreau, président de La Fémis en 2006.

René Bonnell, ancien directeur de la distribution chez Gaumont, directeur et vice-président du StudioCanal est nommé président de l'école, et il choisit Patrice Béghain comme délégué général. Carole Desbarat, venue de l'ESAV, devient directrice des études. Le climat de tension s'apaise. L'école s'exile pour un an et demi dans les studios de la Plaine Saint-Denis, en attendant son emménagement rue Francoeur, dans les anciens studios Pathé qu'il faut mettre aux normes. Les nouvelles technologies numériques font leurs entrées à l'école.
La Fémis devient officiellement l'ENSMIS (École nationale supérieure des métiers de l'image et du son), quoique l'appellation La Fémis, désormais connue et réputée, soit conservée. Sous la houlette du centre national de la cinématographie, l'école obtient le statut d’établissement public industriel et commercial (EPIC), ce qui lui permet de bénéficier à la fois des subventions de l’État et de la possibilité de développer une activité économique. La loi du 16 décembre 1996, et le décret du 13 mai 1998 et confient quatre missions à l'école : la délivrance d'une formation initiale et continue validée par un diplôme d'enseignement supérieur, la promotion et la diffusion de la culture cinématographique et audiovisuelle, la coopération avec des établissements français et étrangers, l'édition et la diffusion de documents pédagogiques intéressant les métiers du cinéma.
À la rentrée 1999, La Fémis prend ses quartiers définitifs au no 6 de la rue Francœur, dans les anciens studios de la société Pathé dans le 18e arrondissement de Paris. Les bâtiments, rachetés 55 millions de francs par la Régie immobilière de la ville de Paris et loués cinq millions de francs par an, sont rénovés par l'architecte Yves Lion. L'identité graphique de l'école est confiée à Philippe Apeloig. Les locaux flambant neufs sont inaugurés par Lionel Jospin, Premier ministre, et Catherine Trautmann, ministre de la Culture. L'ENSMIS redevient La Fémis – dénomination connue et reconnue des professionnels français et étrangers, qu'il fallait conserver. Alain Auclaire prend la présidence de l'école. Gérard Alaux en devient le directeur. Marc Nicolas, proche collaborateur de Jack Lang et directeur adjoint du CNC, lui succède en 2001. Des stages professionnels sont proposés, des partenariats avec le CNSAD et l'école allemande de Ludwigsburg sont créés, ainsi que des accords d'échange avec l'Université Columbia à New York et la NFTS de Londres. Une filière distribution-exploitation ouvre ses portes à la rentrée 2003. L'enseignement évolue : le journal Libération note qu'il est devenu avec le temps « plus pragmatique et ouvert aux expériences ». Le cinéaste et metteur en scène Patrice Chéreau est nommé président de l'école en 2006 – poste dont il démissionne quelques mois plus tard, en raison d'un emploi du temps surchargé. Claude Miller prend sa succession en 2007.

#### Deuxième génération de cinéastes

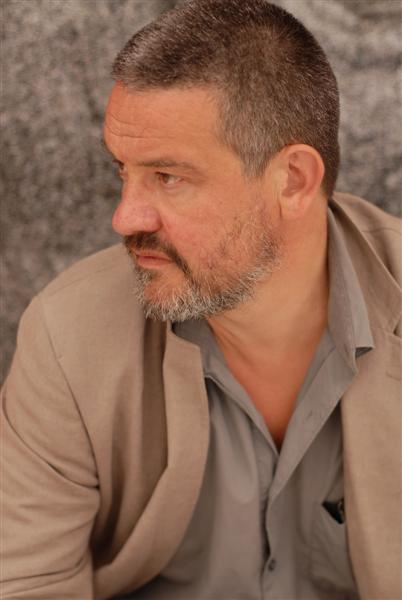
Arnaud des Pallières, diplômé de La Fémis en 1988.

Comme durant les années 1990, une nouvelle génération de cinéastes issus de La Fémis émerge sur les écrans au début des années 2000. Plus discrète que la précédente (à la fois par leurs œuvres et la personnalité de leurs auteurs), cette génération rassemble des cinéastes comme Yves Caumon, Jean-Paul Civeyrac, Émilie Deleuze, Sólveig Anspach, Arnaud des Pallières, Hélène Angel, Frédéric Videau, Orso Miret, Emmanuelle Bercot, Antony Cordier. Leurs films appartiennent à une veine plus contemplative, mélancolique, voire lyrique que leurs aînés.

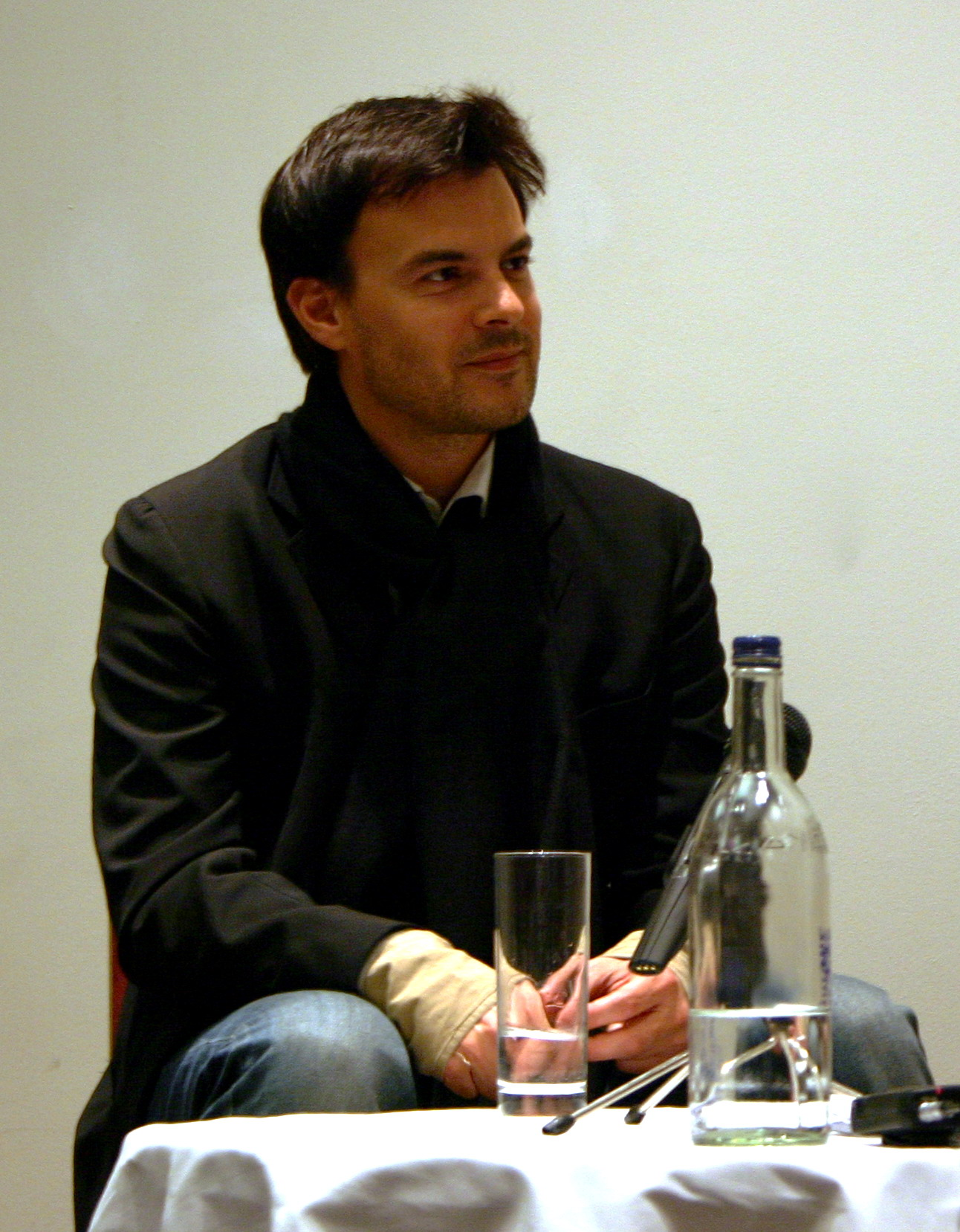
Le cinéaste François Ozon, diplômé de La Fémis en 1993.

Ces films ne sont pas non plus dominés par la figure de Paris et la description sociologico-affective d'une génération, mais s'ancrent dans une réalité plus large (le milieu rural ou ouvrier pour Caumon et Cordier, la province pour Orso Miret et Des Pallières, les paysages glacés de l'Islande pour Anspach). En parallèle et au même moment, émergent des figures plus marginales bien que « rattrapées », depuis, par une forme plus classique : François Ozon (5e promotion) avec Sitcom et Les Amants criminels, Marina de Van (9e promotion) avec Dans ma peau, ou Delphine Gleize (9e promotion) avec Carnages imposent dans leurs premiers films un univers plus déluré et fantaisiste, parfois potache ou provocant.

#### Grève de 2009
En mars 2009, la majorité des étudiants de l'école se mettent en grève en vue d'infléchir les orientations pédagogiques et administratives de l'établissement. Estimant que l'École se noie dans « son administration lourde et l’autosatisfaction de son fonctionnement bien rodé », les étudiants regrettent le manque d'ouverture vers l'extérieur, notamment les autres écoles d'art, et demandent la mise à disposition « des locaux et du matériel à des cinéastes et productions externes ». Le contenu des enseignements — jugé sclérosé, inhibant et trop éloigné du cinéma contemporain — est remis en cause, parce qu'il ne serait pas de nature « à stimuler l’inventivité ». Les étudiants regrettent également « l’élitisme, le cloisonnement des départements et l’individualisme » de leur école, qui déteint sur leurs propres travaux et leur réputation dans le milieu du cinéma. Le mouvement dure plusieurs mois et est appuyé par de nombreuses personnalités. En décembre 2009, le Conseil d'administration — dans lequel figurent des anciens étudiants de l'IDHEC comme Pascale Ferran — rend un rapport sur les dysfonctionnements de l'école. Le document, surnommé Rapport Miller (du nom du président de l'école), reprend et approuve les griefs formulés par les étudiants, ce qui provoque quelques grincements de dents au sein du personnel de l'école et des équipes pédagogiques. Le département Réalisation cristallise les rancœurs : malgré son prestige et la difficulté pour y entrer, l'enseignement qui y est délivré ne serait pas à la hauteur des attentes. Dans un article sur la crise que traverse l'école, Télérama souligne que les élèves des autres départements s'en sortent nettement mieux — les élèves du département scénario ayant eu, par exemple, le temps de développer, en quatrième année, un scénario de long-métrage : « on cherche en vain, ces dernières années, le nom d'anciens élèves de la section réalisation au générique des films sortis en salles. En revanche, les sections scénario ou image ont récemment offert quelques noms prometteurs, comme Léa Fehner », explique Télérama, auxquels s'ajoutent Céline Sciamma, Julia Ducournau, Rebecca Zlotowski, Thomas Cailley, Elie Wajeman, Camille de Castelnau, Alice Winocour, Teddy Lussi-Modeste, Vincent Mariette ou Marie Amachoukeli, toutes et tous issus du département Scénario.
Ce mouvement conduit au départ de plusieurs personnalités de l'école, dont Carole Desbarat, la directrice des études ou Marie-Geneviève Ripeau, codirectrice du département scénario. En janvier 2010, sur proposition du ministre de la Culture Frédéric Mitterrand, Raoul Peck succède à Claude Miller, qui est atteint par la limite d'âge, à la présidence de l'école. Marc Nicolas, directeur de l'école, est reconduit dans ses fonctions pour six mois malgré l'hostilité des étudiants à son égard. Frédéric Papon, producteur et ancien coordinateur pédagogique au Fresnoy, et Isabelle Pragier, productrice, sont nommés respectivement directeur des études et directrice adjointe des études, en remplacement de Carole Desbarat.

## Budget et gouvernance
Le budget annuel de La Fémis s'élève en 2016 à environ 10,7 millions d'euros. 76 % de son financement est assuré par la subvention du Centre national du cinéma, 17 % étant constitué de ressources propres ou d’autres subventions, et 7 % du versement de la taxe d’apprentissage par des entreprises du secteur cinématographique et audiovisuel.
En 2006, il s'élevait à 9,76 millions d'euros; en 2007, à 10 millions; en 1997, à 44,9 millions de francs; en 1998 à 31,50 millions de francs. Depuis 1998, la subvention est inscrite au titre III du budget du ministère de la culture et non plus parmi les crédits du titre IV affectés au CNC,. Les dépenses de l'école et ses recettes sont contrôlées en permanence par un contrôleur financier dépendant du ministère du Budget. La Fémis est soumise pour ses achats à l'ordonnance no 2005-649 du 6 juin 2005 et à son décret d'application no 2005-1742 du 30 décembre 2005.

### Gouvernance
Depuis la modification des statuts par la loi du 26 juillet 2005 et le décret du 3 novembre 2006, la présidence de l'école (présidence du conseil d’administration) est nommée par décret en conseil des ministres. La fonction est exercée à titre bénévole. La direction de l'école est nommée par arrêté du ministère de la Culture.
L'école est administrée par un conseil d’administration de 17 membres, dont seuls 6 sont élus (parmi les directeurs de département, les intervenants pédagogiques, les étudiants, et le personnel permanent). Les autres membres sont nommés (6 personnalités qualifiées par le ministre de la Culture et de la Communication) ou membres de droit (4 représentants de l’État, issus du Centre national de la cinématographie et de l’image animée, CNC), du ministère de la Culture et de la Communication, du ministère du Budget, du ministère de l'Enseignement supérieur). Siègent également au conseil d’administration sans droit de vote : le directeur général, le contrôleur financier, l’agent comptable, le directeur des études.
Le conseil d’administration est assisté de deux instances statutaires de réflexion et de concertation : le Conseil professionnel et le Comité pédagogique.

### Labels
La Fémis porte le label Enseignement supérieur Culture (ESC), créé par le ministère de la Culture et regroupant les grandes écoles françaises d'enseignement supérieur consacrées au domaine artistique.
L'école fait également partie du cercle restreint des écoles de cinéma de renommée mondiale, au même titre que la Tisch School of the Arts de l'Université de New York, UCLA ou USC à Los Angeles, la National Film and Television School de Londres, le Centro Sperimentale di Cinematografia de Rome, la FAMU de Prague ou le VGIK de Moscou,.
La Fémis est membre du CILECT (Centre international de liaison des écoles de cinéma et de télévision) et du GEECT (groupement européen des écoles de cinéma et de télévision). La Fémis entretient des liens privilégiés avec les grandes institutions culturelles : la Bifi, les Archives françaises du film, et les cinémathèques en régions. Elle cultive également un partenariat régulier avec les salles d’art et essai, l’agence du court-métrage, la CST, le GREC, la SCAM.
La Fémis est membre de la ComUE Paris-Sciences-et-Lettres - PSL.

## Éditions
Conformément à ses statuts, La Fémis est également une maison d'édition. Les ouvrages édités, vendus en librairie et à l'école, portent essentiellement sur la technique et la pratique cinématographiques. Ils sont signés par des professionnels du cinéma ayant enseigné à l'école, comme le monteur Albert Jurgenson (Pratique du montage), le directeur de la photographie Arthur Cloquet (Initiation à l’image de film) ou le scénariste Jean-Claude Carrière (Raconter une histoire). La Fémis a également participé à des coéditions avec les Cahiers du cinéma, la Cinémathèque française ou Yellow Now. Elle publie tous les dix ans environ un annuaire de ses anciens élèves ainsi que les annales de son concours.